# Martín Garabal
Martín García Garabal (Buenos Aires, 7 de noviembre de 1983) es un dibujante, actor, conductor, guionista y productor argentino.
Se hizo conocido inicialmente por su trabajo en Famoso, una serie de cortos de estilo falso documental, y sus apariciones en los programas de televisión Pura Química y Peligro: Sin codificar.
División Palermo, serie creada por Santiago Korovsky y producida por K&S Films, se estrenó en Netflix en 2023, con Garabal como coguionista y actor secundario, y la primera temporada le valió a varios guionistas, entre ellos Garabal, el premio al mejor guion original de los premios Cóndor de Plata de ese año.

## Biografía
Martín Garabal comenzó a dibujar desde muy pequeño. Sus primeras inspiraciones fueron los libros pop-ups de animales, las figuritas Basuritas, ¿Dónde está Wally?, Mafalda, Humor y El Cazador. A los trece años comenzó un taller de humor gráfico en el Centro Cultural Borges, el cual era dictado por el reconocido artista Claudio Kappel. Allí pudo desplegar su potencial creando diferentes personajes y armando una antología de cómics llamada Cómics Locos, cuyos números vendía a sus compañeros del curso de dibujo.
En el año 2006, mientras era un estudiante de Diseño de Imagen y Sonido en la Universidad de Buenos Aires (UBA), publicó un libro junto a su amigo Ariel Martínez Herrera. Esta oportunidad se presentó gracias a un editor que conocieron en los pasillos de la facultad. El libro, titulado Grandes éxitos, se imprimió on-demand y llegaron a vender 1000 ejemplares en pocos meses.
En 2011, tras un trabajo en una productora que no le satisfacía del todo, armó la productora Grandes Éxitos junto a Martínez Herrera, donde desarrollaron contenido para Canal Encuentro, Paka Paka, series del INCAA y publicidades.
En paralelo, desarrolló algunos cortometrajes animados que estrenó en 2012. Estos fueron Fresco y Un poco de mí, con los que logró reconocimiento en numerosos festivales. 
En 2013, creó y protagonizó Famoso, la serie que lo dispararía a la masividad. Fue la primera serie original realizada para YouTube por la productora y señal televisiva I.Sat. En ella, Garabal interpreta a un entrevistador torpe sin ningún conocimiento sobre periodismo. En los siguientes años desarrolló numerosas series para UN3.TV: El Show de Cúmulo & Nimbo, Periodismo total, Aventuras de Corazón Roto y Conocidos.  
En el año 2015, se sumó al programa de ESPN Pura Química, donde interpretó dos personajes, y ganó el premio Bawebfest como Mejor actor principal por su serie Famoso.
En 2016, condujo junto a Gastón Recondo y Maju Lozano, el programa Tomate la tarde por la TV Pública. En abril de 2017, participó en el cortometraje Todo no tan mal, de Pablo Noriega.
En 2017, se sumó al elenco de Peligro: sin codificar, transmitido por Telefe. En ese mismo año comenzaría un programa radial en FM Blue llamado Últimos cartuchos, junto a Miguel Granados.
En 2018, tras la venta de FM Blue al Grupo América, su espacio en dicha radio fue cancelado. Tras varios meses de inactividad, Últimos cartuchos volvió a emitirse en Vorterix, donde el programa se convirtió en un fenómeno popular hasta su final el 27 de noviembre de 2020.
En 2019, coprotagonizó el cortometraje Sobre la mesa. 
Durante 2021 y 2022 realizó el podcast diario Un mundo maravilloso, junto a Alexis Moyano, Charo López y Adrián Lakerman, con el que obtuvo la mención especial del jurado del Premio Ondas. También condujo el podcast de entrevistas Divagar.
En 2023 se estrenó en Netflix División Palermo, serie creada por Santiago Korovsky y producida por K&S Films, de la que formó parte como guionista, director de la segunda unidad y en la que interpreta el papel de Esteban Vargas. La serie ganó 7 Premios Cóndor, incluidos Mejor guion y Mejor serie de comedia y el Emmy Internacional a mejor comedia. 
En 2024 se estrenó la serie web Envidiosa protagonizada por Griselda Siciliani, Esteban Lamothe y Garabal. Ese mismo año, también formó parte del reparto de la película Culpa cero.
Actualmente integra el equipo de Nadie dice nada por Luzu TV y Una Buena excusa junto a Tomás Quintín Palma en Gelatina. Mientras se prepara la tercera temporada de Edición Especial por Luzu, junto a Alexis Moyano, Martín Dolina, Juliana Gattas, Victoria Garabal y Lucas Upstein.

## Filmografía

### Cine
| Año  | Título           | Personaje            | Nota(s)                            |
| ---- | ---------------- | -------------------- | ---------------------------------- |
| 2014 | Sobre la hora    | Él mismo             | Cortometraje                       |
| 2014 | No sé María      | Él mismo             | Cortometraje                       |
| 2016 | Tarde            | -                    | Guionista y director; cortometraje |
| 2017 | Todo no tan mal  | Tío                  | Cortometraje                       |
| 2018 | Dry Martina      | Roberto              |                                    |
| 2018 | Tony             | N/A                  | Cortometraje                       |
| 2018 | Re loca          | Toto                 |                                    |
| 2018 | All-Inclusive    | Martín               |                                    |
| 2019 | Lava             | Viejo                |                                    |
| 2019 | Sobre la mesa    | Novio                | Cortometraje                       |
| 2020 | Tóxico           | N/A                  |                                    |
| 2020 | La vagancia      | Invitado en la radio |                                    |
| 2022 | El sistema Keops | El Oso               |                                    |
| 2023 | No me rompan     | Fede                 |                                    |
| 2024 | Culpa cero       | Ramiro               |                                    |

### Televisión
| Año           | Título                      | Personaje          | Nota(s)                |
| ------------- | --------------------------- | ------------------ | ---------------------- |
| 2013-2020     | Famoso                      | Él mismo           | Creador                |
| 2014          | El show de Cúmulo y Nimbo   | Nimbo              | Guionista              |
| 2014          | Washington Cósmico          | —                  | Creador y director     |
| 2015          | Algo de Carlos              | N/A                |                        |
| 2015          | Un año sin nosotros         | Conductor de radio |                        |
| 2015          | Periodismo total            | Marcelo Quintana   | Creador y protagonista |
| 2015          | Pura Química                | Quique Viena       | Actor                  |
| 2016          | Cinéfilo                    | —                  | Guionista              |
| 2016          | Aventuras de corazón roto   | —                  | Guionista              |
| 2016          | Tomate la tarde             | Coconductor        |                        |
| 2017          | Kaselman e hijo             | Pablito Ok         |                        |
| 2017          | La división                 | N/A                |                        |
| 2017          | Peligro: sin codificar      | Humorista          |                        |
| 2017          | Conocidos                   | Varios             | Creador                |
| 2021          | Checho y batista, el taller | Martín             |                        |
| 2023-2025     | División Palermo            | Esteban Vargas     | Guionista              |
| 2024-presente | Envidiosa                   | Daniel Oribe       |                        |